# John Floyd (homme politique de Géorgie)
Pour les articles homonymes, voir John Floyd.
John Floyd (3 octobre 1769 – 24 juin 1839) est un militaire et homme politique américain.
Il participa à la guerre anglo-américaine de 1812 et à la guerre Creek en tant que brigadier général à la tête de la 1re brigade des miliciens de Géorgie, puis fut promu au grande de major général à la fin de la guerre en reconnaissance de son service.
De 1820 à 1827, il servit en tant que représentant puis sénateur à l'Assemblée générale de Géorgie, et fut ensuite élu au Congrès des États-Unis de 1827 à 1829 en tant que représentant de la Géorgie.